# Jimbolia
Jimbolia (in ungherese Zsombolya, in tedesco Hatzfeld, in serbo Жомбољ?, Žombolj, in bulgaro del Banato Džimbolj) è una città della Romania di 11747 abitanti, ubicata nel distretto di Timiș, nella regione storica del Banato.

## Storia
La città viene citata per la prima volta in un documento del 1332 e nei secoli successivi vari documenti la menzionano sotto diverse denominazioni, come Chumbul, Chombol, Csomboly, Zsomboly. 
Con l'arrivo dei primi coloni tedeschi nel 1776, la città assunse il nome di Haizfeld, mentre la denominazione attuale venne assunta nel 1924.
La colonizzazione tedesca portò Jimbolia ad un consistente sviluppo economico, grazie anche all'arrivo nel 1857 del collegamento ferroviario con Timișoara, uno dei primi del Paese. Lo sviluppo industriale vero e proprio ebbe inizio nel 1864, con l'avvio della "Bohn & Co.", una fornace specializzata nella produzione di mattoni e piastrelle.
La seconda metà del XIX secolo vide anche la costruzione di alcuni importanti edifici e monumenti della città, come il Castello Csito (1863), il monumento a San Floriano (1866) e il Palazzo Municipale (1878).
La città passò sotto il controllo militare serbo il 17 novembre 1918. A seguito della Conferenza di pace di Parigi, la città entrò a far parte del Jugoslavia. Dopo un aggiustamento del confine tra la Romania e la Jugoslavia, divenne parte della Romania con il nome Jimbolia il 9 aprile 1924. In compenso, il villaggio di Modoš, in serbo Jaša Tomić, presso Sečanj, fu trasferito dalla Romania alla Jugoslavia.
Dopo la Seconda guerra mondiale, Jimbolia divenne, sotto la spinta degli importanti investimenti del regime comunista, un importante centro industriale e continuò a crescere fino alla rivoluzione del dicembre 1989; la crisi economica che ne seguì non ha risparmiato la città che comunque, dopo il 2000, sta nuovamente crescendo.

## Monumenti e luoghi d'interesse
- Il museo dedicato a Ștefan Jäger
- Il museo dedicato ai pompieri, con l'alta torre
- Il Museo della Stampa Sever Bocu

## Economia
Nonostante il grande sviluppo industriale della seconda metà del XX secolo, Jimbolia ha mantenuto viva la tradizionale attività agricola, che ancora oggi riveste una buona importanza. Dal punto di vista industriale, dopo la caduta del regime comunista le produzioni si sono concentrate più verso l'industria leggera, in particolare nel comparto tessile e calzaturiero, anche se non mancano aziende nel settore della meccanica, dell'elettronica e delle materie plastiche.

## Amministrazione

### Gemellaggi
- Serbia, Kikinda
- Ungheria, Pusztamérges

## Galleria d'immagini

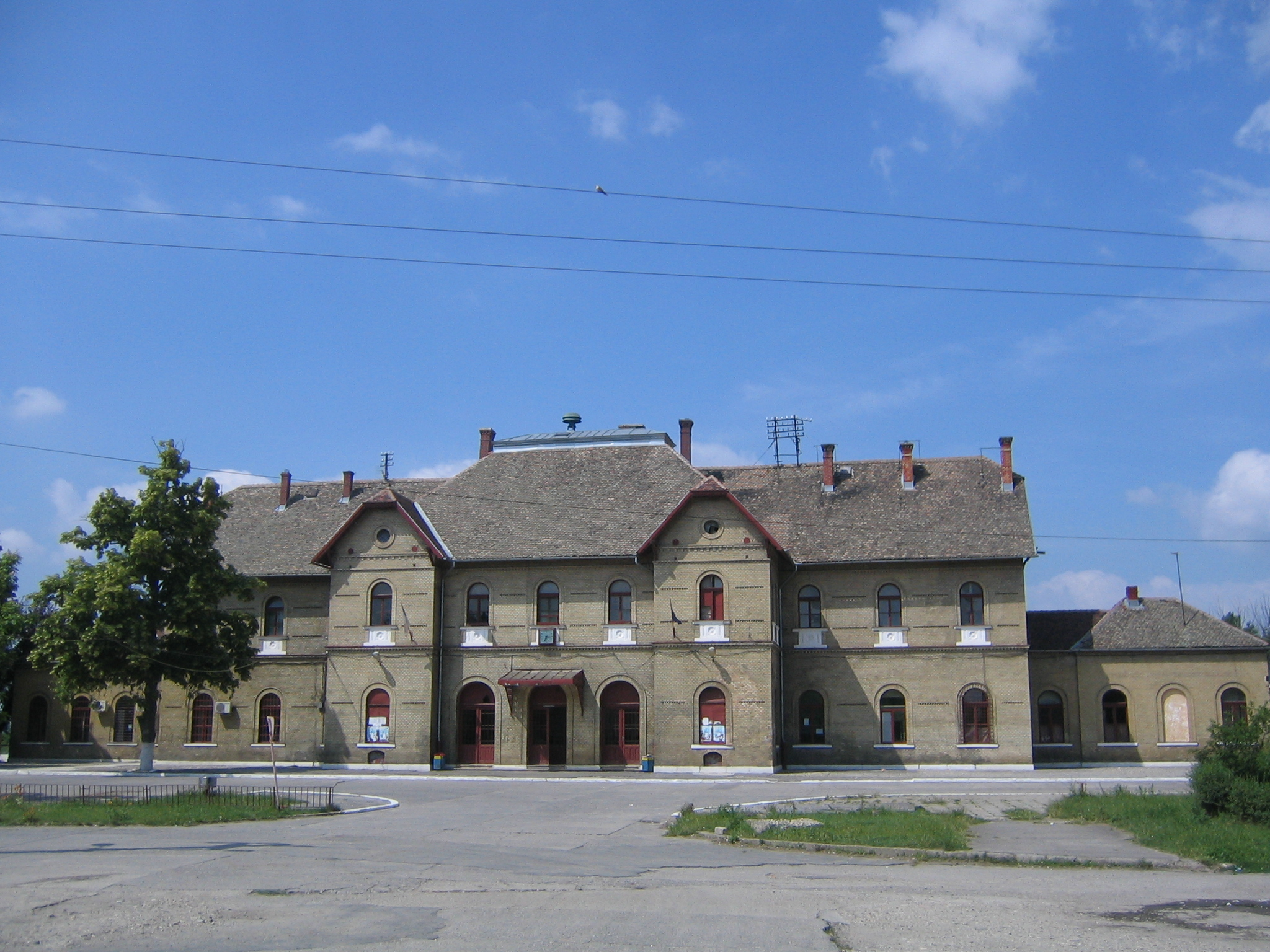
La stazione ferroviaria
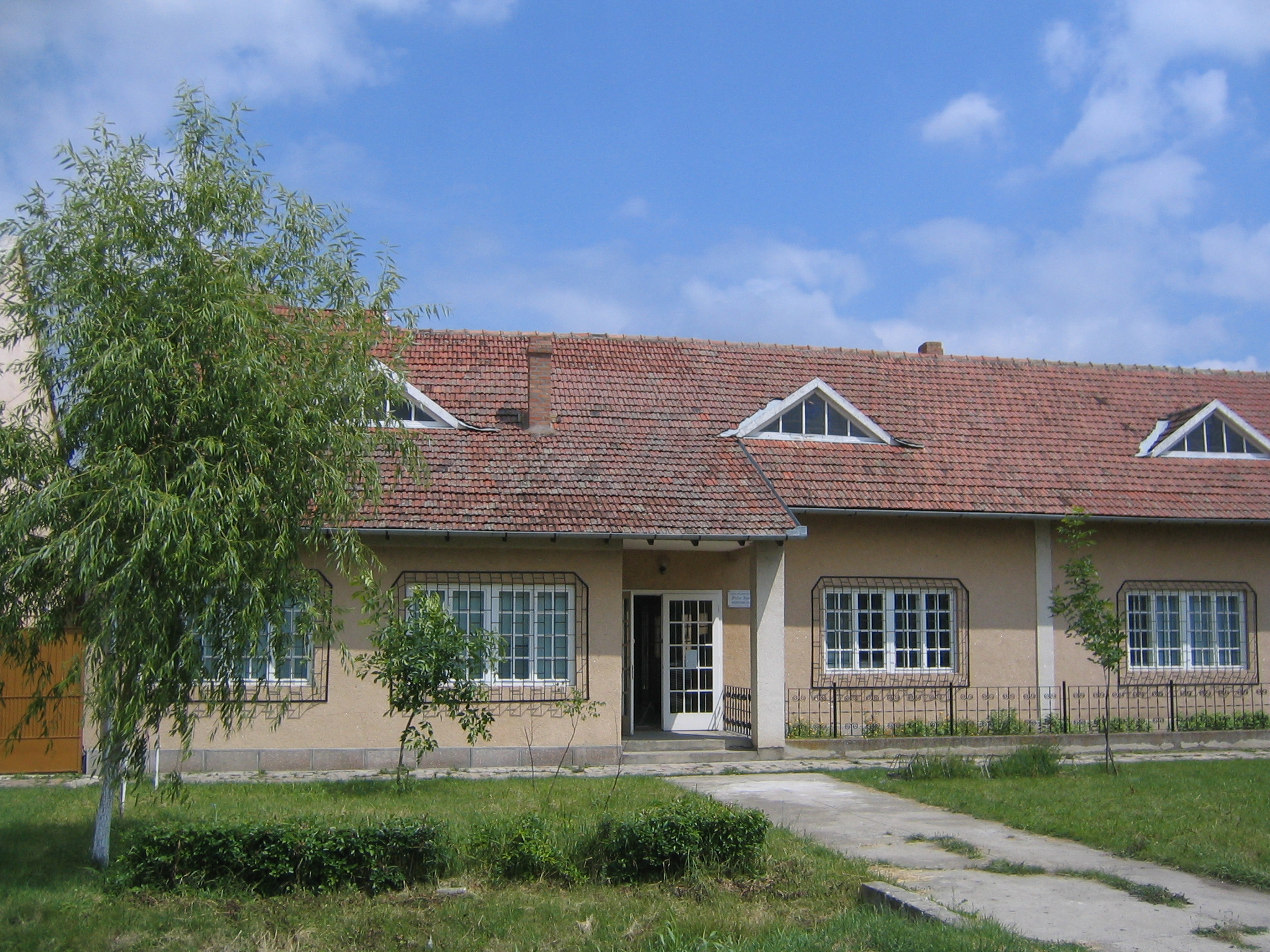
Il Museo Ștefan Jäger
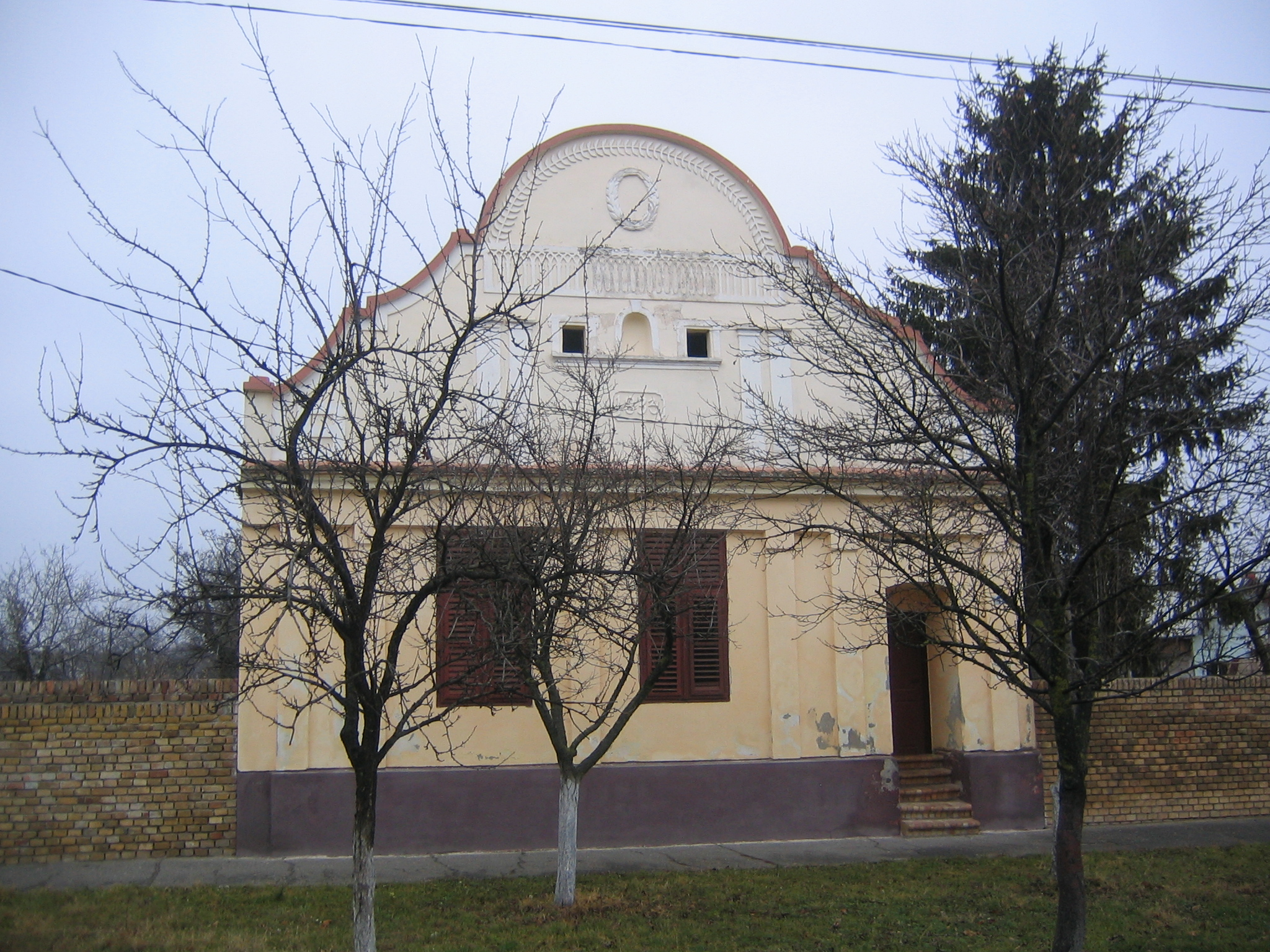
Una tipica casa nello stile dei coloni tedeschi

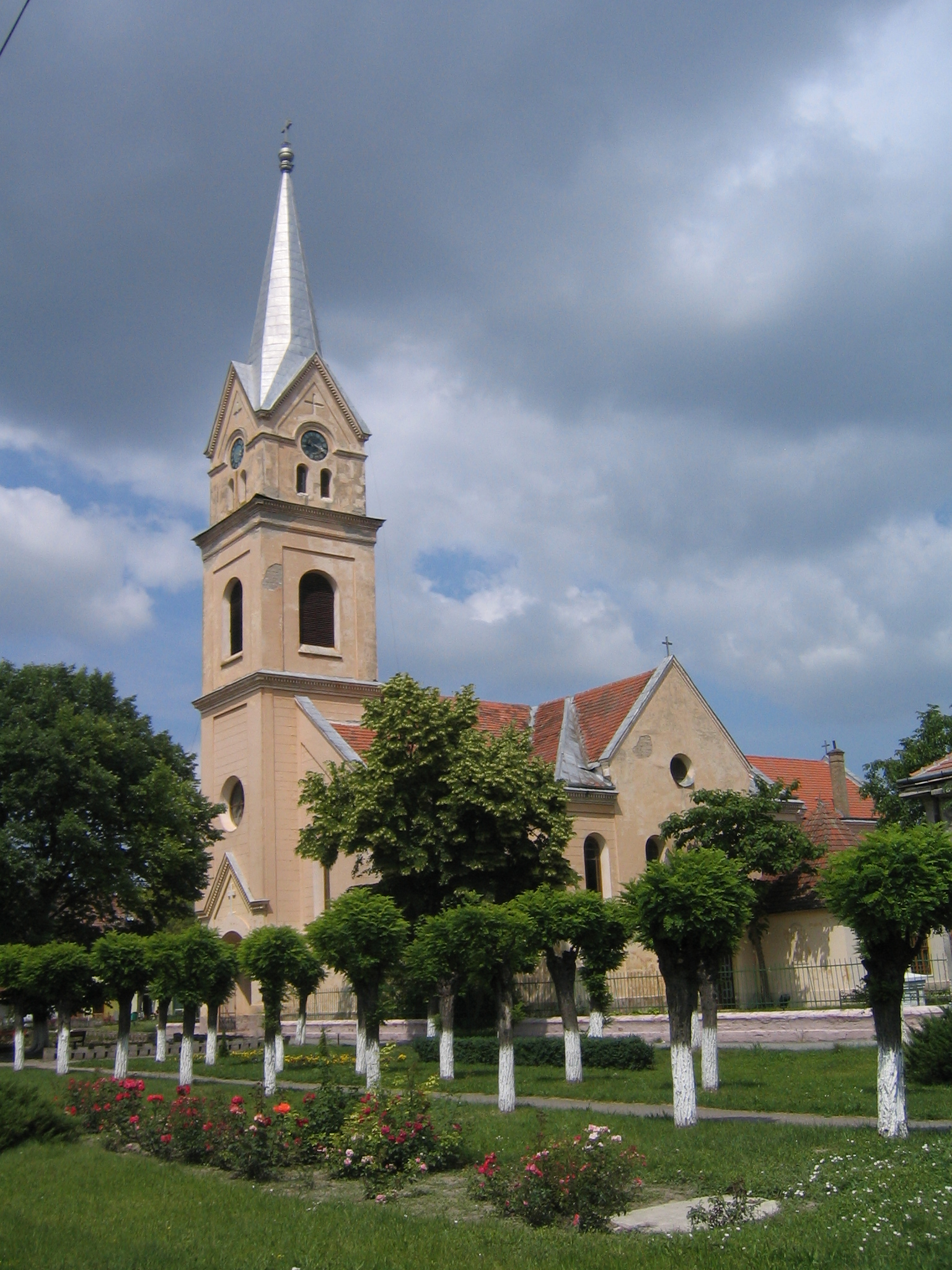
La chiesa cattolica
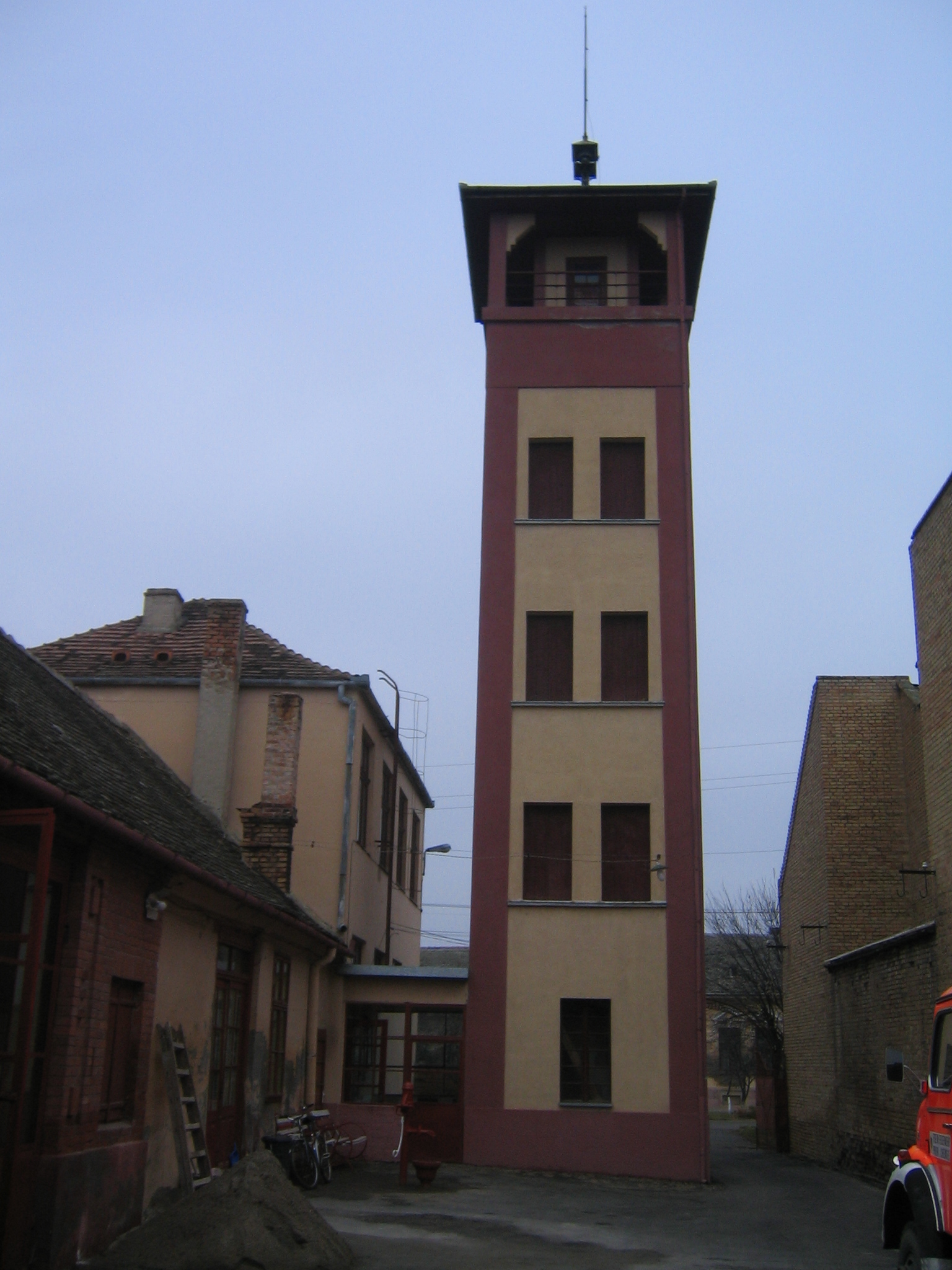
La torre dei pompieri